# Dicranomyia (Dicranomyia) lemmonae
Dicranomyia (Dicranomyia) lemmonae is een tweevleugelige uit de familie steltmuggen (Limoniidae). De soort komt voor in het Oriëntaals gebied.